# 필로고니움속
필로고니움속(Phyllogonium)은 털깃털이끼목에 속하는 이끼 속의 하나이다. 필로고니움과(Phyllogoniaceae)의 유일속으로 3종으로 이루어져 있다.

## 하위 종
- P. fulgens Bridel, 1827
- P. viride Bridel, 1827
- P. viscosum Mitten, 1869